# Tri Nations 1996
Il Tri Nations 1996 (in inglese 1996 Tri Nations Series) fu la 1ª edizione del torneo annuale di rugby a 15 tra le squadre nazionali di Australia, Nuova Zelanda e Sudafrica.
Si tenne dal 6 luglio al 10 agosto 1996 e fu vinto dalla Nuova Zelanda.
Il torneo nacque sulla scia dell'introduzione del professionismo nella disciplina, decretato dall'International Rugby Football Board ad agosto 1995; le tre federazioni maggiori dell'Emisfero Sud (Australia, Nuova Zelanda e Sudafrica) formarono un consorzio, chiamato SANZAR (in inglese South Africa, New Zealand and Australia Rugby), al quale la rete commerciale di Rupert Murdoch, News Corp, assicurò un'entrata garantita di 766 milioni di dollari australiani (circa mille miliardi di lire dell'epoca o 500 milioni d'euro) per 10 stagioni consecutive per l'allestimento di un torneo di club (il futuro Super 12) e uno internazionale.
L'Inghilterra, forte di un contratto di circa 87 milioni di sterline siglato con BSkyB per la trasmissione delle proprie gare interne, considerò l'idea di portare tale somma in dote al nuovo torneo onde assicurarsene l'ammissione, ma le resistenze dell'Australia da una parte e le minacce delle altre tre Home Nations del Cinque Nazioni di estromettere gli inglesi dalla propria competizione, e l'idea non ebbe seguito.
Il torneo si tenne nell'inverno australe, e viste le distanze e i dieci fusi orari coperti dalle aree geografiche dei tre Paesi, le prime quattro partite si tennero in Australia e Nuova Zelanda e le ultime due videro il Sudafrica ospitare le sue avversarie in casa; già però dopo la quarta partita i neozelandesi si erano assicurati la vittoria matematica del torneo, il primo a presentare una nuova classifica che prevedesse i punteggi di bonus per sconfitte minori di 7 punti e per le squadre che marcassero più di quattro mete in un singolo incontro.
Il valore delle marcature, come stabilito dall’IRFB nel 1992, era: 5 punti per ciascuna meta (7 se trasformata), 3 punti per la realizzazione di ciascun calcio piazzato, idem per il drop.

## Nazionali partecipanti e sedi
| Squadra       | Città                       | Impianto interno                    |
| ------------- | --------------------------- | ----------------------------------- |
| Australia     | Brisbane Sydney             | Lang Park Sydney Football Stadium   |
| Nuova Zelanda | Christchurch Wellington     | Lancaster Park Athletic Park        |
| Sudafrica     | Bloemfontein Città del Capo | Free State Stadium Newlands Stadium |

## Risultati
| Arbitro: | Ed Morrison |

|                                                   |      |              |
| Z. Brooke Cullen M. Jones Lomu Marshall J. Wilson | mt   |              |
| Mehrtens (2)                                      | tr   |              |
| Mehrtens (3)                                      | c.p. | M. Burke (2) |

| Arbitro: | Tony Spreadbury |

|              |      |                         |
| Horan Roff   | mt   | Hendricks               |
| M. Burke     | tr   | Honiball                |
| M. Burke (3) | c.p. | Honiball (2) A. Joubert |

| Arbitro: | Raymond Megson |

|              |      |              |
|              | mt   | A. Joubert   |
| Mehrtens (5) | c.p. | Stransky (2) |

| Arbitro: | Jim Fleming |

|                 |      |                   |
| M. Burke Gregan | mt   | Bunce J. Marshall |
|                 | tr   | Mehrtens (2)      |
| M. Burke        | c.p. | Mehrtens (6)      |

| Arbitro: | Brian Stirling |

|              |      |                    |
| Stransky     | mt   | Tune               |
| Stransky     | tr   | Eales              |
| Stransky (6) | c.p. | Eales (3) M. Burke |

| Arbitro: | David McHugh |

|                    |      |              |
| O. du Randt Mulder | mt   | Osborne Dowd |
| Stransky           | tr   | Mehrtens (2) |
| Stransky (2)       | c.p. | Mehrtens (5) |

## Classifica
| Pos | Squadra       | G | V | N | P | PF  | PS  | DP  | BMP | Pt |
| --- | ------------- | - | - | - | - | --- | --- | --- | --- | -- |
| 1   | Nuova Zelanda | 4 | 4 | 0 | 0 | 119 | 60  | +59 | 1   | 17 |
| 2   | Sudafrica     | 4 | 1 | 0 | 3 | 70  | 84  | −14 | 2   | 6  |
| 3   | Australia     | 4 | 1 | 0 | 3 | 71  | 116 | −45 | 2   | 6  |